# Swiss Vapeur Parc
Swiss Vapeur Parc (с фр. — «Швейцарский паровозный парк») — парк миниатюр в Ле-Бувре, деревне на Женевском озере в Швейцарии.

## История
Швейцарский паровозный парк был открыт 6 июня 1989 года при поддержке Международного фестиваля паровозов. Его общая площадь при открытии составляла 9000 м², но через некоторое время парк был расширен и по состоянию на 2007 год занимал площадь 17 000 м². В 1989 году парк имел в наличии только 2 локомотива (один работал на бензине и один — на пару). В 2007 году количество поездов, работающих на бензине, составляло 6 единиц, а число паровых поездов увеличилось до 9. К 31 марта 2007 года парк принял 2 126 000 посетителей.
Каждый год в июне парк является местом провождения Международного фестиваля паровозов.